# Yanick Dupré
Yanick Dupré (Montréal, 20 novembre 1972 – Montréal, 16 agosto 1997) è stato un hockeista su ghiaccio canadese.

## Carriera
Dupré crebbe nella Quebec Major Junior Hockey League, militando per tre diverse formazioni fra il 1989 ed il 1992. Egli fu scelto in 50ª posizione nell'NHL Entry Draft 1991 dai Philadelphia Flyers, secondo solo a Peter Forsberg. Nel corso della stagione 1991-92 giocò il suo primo incontro della carriera in NHL. Nelle stagioni successive entrò a far parte dell'organizzazione dei Flyers giocando soprattutto in American Hockey League con la maglia degli Hershey Bears.
Nell'aprile del 1996 lasciò momentaneamente l'hockey giocato dopo che gli fu diagnosticata la leucemia. Dopo diversi cicli di cure e dopo essere caduto per due volte in coma Dupré morì nell'agosto del 1997 a soli 24 anni di età al termine di una battaglia durata sedici mesi. Dopo la sua morte i Philadelphia Flyers gli intitolarono un premio, lo Yanick Dupre Memorial Class Guy Award, assegnato al giocatore che meglio rappresenta gli ideali di dignità e rispetto per lo sport dentro e fuori dal ghiaccio. Allo stesso modo anche la American Hockey League istituì un premio alla sua memoria, lo Yanick Dupré Memorial Award, per premiare il giocatore che più si distingue per le attività verso la propria comunità.

## Palmarès

### Individuale
- AHL All-Star Classic: 1

1995